# Radamaeilanden
De Radamaeilanden (Frans: Îles Radama of Archipel des Radamais) is een archipel van Madagaskar gelegen in de Straat Mozambique. Het behoort tot de regio Sofia. Het archipel ligt ten zuiden van het schiereiland Sahamalaza.
Het archipel bestaat uit vier eilanden:
- Nosy Antanimora
- Nosy Berafia
- Nosy Kalakajoro
- Nosy Valiha